# Bridouxia smithiana
Bridouxia smithiana е вид коремоного от семейство Paludomidae.

## Разпространение
Видът е разпространен в Демократична република Конго и Танзания.